# 片岡春雄
片岡 春雄（かたおか はるお、1949年〈昭和24年〉3月23日 - ）は、日本の政治家。寿都町長（6期）。

## 人物
北海道旭川市で生まれる。
1971年、専修大学商学部卒業。その4年後の1975年に寿都町役場に奉職し、寿都町教育委員会学校教育係長、農政課長、保健衛生課長などを歴任した。
2001年10月16日、現職の升田重蔵町長の死去に伴う寿都町長選挙に出馬する意向を固め、寿都町を退職。同年11月18日、同じく新人の川村政史を破り、初当選。以降、無投票で2017年の選挙まで無投票で連続当選。
2021年の町長選挙で元町議を破り6選。

## 政策

### 寿都町立寿都診療所の開設
片岡が町長に就任した当時、4億円の赤字を抱えた北海道立寿都病院の存廃をめぐって議論されていた。この問題について片岡は、町から病院が無くなることを危惧し、道立寿都病院の町立移管、町立診療所の開設に向けて着手し、2005年4月に寿都町立寿都診療所を開設。2018年4月には北海道家庭医療学センターを指定管理者として運営を委託した。

### 風力発電の推進
町職員時代から漁に出れなくなるほどのだし風とよばれる強風が吹くことに着目し、全国初の町営の風力発電を推進した。町長になってから本格的に展開しており、風力発電の固定価格買い取り制度の開始にあたって既存施設を含めるようにロビーするなど、活発に活動している。

### 高レベル放射性廃棄物最終処分場誘致問題
2020年8月、原発の使用済み核燃料から出る高レベル放射性廃棄物の最終処分場の候補地選定に向けた原子力発電環境整備機構の文献調査へ応募し文献調査開始を実現した。開始後、20年ぶりに対立候補が立った町長選で勝利し6選目を果たした。